# CodeIgniter
CodeIgniter — популярный MVC фреймворк с открытым исходным кодом, написанный на языке программирования PHP, для разработки полноценных веб-систем и приложений. Разработан компанией EllisLab, а также Риком Эллисом (Rick Ellis) и Полом Бурдиком (Paul Burdick).
Старая версия CodeIgniter’а (CodeIgniter 2.x), как и более ранние версии, распространяются под проприетарной лицензией в стиле Apache/BSD, однако текущая ветвь CodeIgniter 4 перелицензирована под MIT.

## История
Первый публичный релиз фреймворка произошёл 28 февраля 2006 года. С выходом версии 2.0 28 января 2011 года CodeIgniter разделился на две ветки:
1. CodeIgniter Core — ветка, которая делает акцент на стабильности, в связи с чем развивается медленно. Эта версия фреймворка является ядром популярной CMS ExpressionEngine 2.0.
2. CodeIgniter Reactor — ветка, которую развивает сообщество. Эта ветка развивается быстро и содержит самые новые возможности.

9 июля 2013 года компания-разработчик в своём блоге разместила пост о поиске нового владельца для фреймворка EllisLab Seeking New Owner for CodeIgniter.
6 октября 2014 года EllisLab объявил, что CodeIgniter продолжит своё развитие под руководством Технологического Института Британской Колумбии.
30 марта 2015 года вышла версия CodeIgniter 3.0.0
Изменения версии:
- Каркас выпущен под лицензией MIT
- Драйверы баз данных имели огромный рефакторинг
- PDO является полностью функциональной с subdrivers
- Появилась новая библиотека сессии
- Появилась новая библиотека шифрования
- Блок тестирования был доукомплектован, и покрытие кода улучшилось
- Для работы рекомендуется PHP 5.4 или новее, но Codeigniter по-прежнему будет работать на PHP 5.2.4

8 октября 2015 года вышла версия CodeIgniter 3.0.2
31 октября 2015 года был выпущен CodeIgniter 2.2.6, и выпуск безопасности для 2.x версий.
Изменения в версии:
- Исправлены XSS уязвимости в библиотеке безопасности метода xss_clean ().
- Изменен метод конфигурации библиотеки base_url (), возврат к  $ _SERVER ['server_addr']  для того, чтобы избежать инъекции заголовка узла.
- Изменен помощник CAPTCHA.

Это последнее планируемое обновление для CodeIgniter 2x, которое достигло окончании срока службы.
1 ноября 2015 года была выпущена версия CodeIgniter 3.0.3  с патчами и некоторыми мелкими деталями. Это версия рекомендуется для всех пользователей версии 3x.

## Особенности
- CodeIgniter отличает простота[6], которая достигается благодаря следующим факторам:
  - Качественная и полная документация с примерами, а также большое сообщество и Wiki[6][7]
  - Множество видео-уроков, которые можно найти как на официальном сайте, так и на сторонних ресурсах[8][9][10][11]
  - Фреймворк дает свободу программисту, не создавая каких-либо структурных ограничений и конвенций
  - Программисту не требуется учиться пользоваться генераторами кода из командной строки
- CodeIgniter работает практически на любом хостинговом плане, который имеет поддержку PHP версии 5.1 и выше
- CodeIgniter считается одним из быстрых и не требовательных к ресурсам фреймворков[7][12]

## Возможности
- Поддержка баз данных MySQL, PostgreSQL, MSSQL, SQLite, Oracle.
- Поддержка псевдо-ActiveRecord, который по большей части повторяет синтаксис языка SQL
- Легко расширяемая система за счет возможности использования сторонних и самописных библиотек, а также дополнения или переопределения существующих.
- Поддержка как сегментированных ЧПУ, так и обычных URL-ов с передачей параметров.
- Фреймворк содержит в себе множество необходимых библиотек, которые создают функциональность для работы с файлами, отправки электронных писем, валидации форм, поддержки сессий, работы с изображениями и так далее.
- Обладает возможностью кеширования на стороне сервера SQL-запросов и генерируемых html-страниц. С версии 2.0 для кеширования могут использоваться XCache или APC.
- В 2011 году появился менеджер пакетов под названием Sparks, который позволяет легко установить сторонние библиотеки с помощью командной строки.
- В 2011 году появилось дополнение, которое делает возможным поддержку миграций.
- Поддержка модульности (HMVC) с помощью дополнений
- По умолчанию CodeIgniter не использует шаблонизаторы, но есть возможность использовать его собственный или один из альтернативных шаблонизаторов (Smarty, TinyButStrong[13]).

## Примеры кода

### Active Record

#### Выбрать все из таблицы
```
$this
->
db
->
get
(
'table_name'
);

```

Эквивалент SQL:
```
SELECT
 
*
 
FROM
 
`
table_name
`

```

#### Пример с операторами JOIN и LIMIT
```
public
 
function
 
getData
(
$id
 
=
 
0
,
 
$offset
 
=
 
0
,
 
$limit
 
=
 
30
)
 
{

  
$result
 
=
 
$this
->
db
->
select
(
'table1.id, table2.name'
)

                     
->
from
(
'table1'
)

                     
->
join
(
'table2'
,
 
'table2.id=table1.id'
,
 
'left'
);

  
if
 
(
$id
)

      
return
 
$result
->
where
(
'table1.id'
,
 
(
int
)
$id
)
->
limit
(
1
)
->
get
()
->
row
();

  
else

      
return
 
$result
->
limit
(
$limit
,
 
$offset
)
->
get
()
->
result
();

}

```

 Сценарий 1 (когда $id = 0): 
Данные: $id = 0, $offset= 10, $limit = 30
SQL на выходе:
```
SELECT
 
table1
.
id
,
 
table2
.
name

FROM
 
table1

LEFT
 
JOIN
 
table2
 
ON
 
table2
.
id
 
=
 
table1
.
id

LIMIT
 
10
,
 
30

```

Функция вернет массив объектов. (db->result())
 Сценарий 2 ($id отличен от нуля): 
Данные: $id = 5, $offset = 0, $limit = 30
SQL на выходе:
```
SELECT
 
table1
.
id
,
 
table2
.
name

FROM
 
table1

LEFT
 
JOIN
 
table2
 
ON
 
table2
.
id
 
=
 
table1
.
id

WHERE
 
table1
.
id
 
=
 
5

LIMIT
 
1

```

Функция вернет один объект (db->row())

## Критика фреймворка
- Иногда CodeIgniter критикуют за необычную с точки зрения объектно-ориентированного проектирования архитектуру.
- Некоторые приверженцы CakePHP считают, что свобода, предоставляемая программисту в CodeIgniter, поощряет расхлябанный стиль программирования.
- Несмотря на то, что данный фреймворк используют многие профессиональные разработчики и веб-студии, многие считают, что CodeIgniter подходит только новичкам.

## Влияние CodeIgniter
CodeIgniter послужил базой для таких фреймворков, как Kohana и Rain Framework, многие идеи CodeIgniter применены во фреймворках Fuel PHP и CodeLighter.
Фреймворк Kohana изначально был ветвью CodeIgniter и был создан с целью использования всех возможностей PHP5 с сохранением простоты и высокой производительности CodeIgniter. Он отличался от CodeIgniter отсутствием поддержки PHP4 и наличием некоторых дополнительных библиотек (ORM, Auth и других). Если версии Kohana 2.x все ещё чем-то были схожи с CodeIgniter, то современные версии (3.x) фактически не имеют с ним ничего общего, кроме истории.
На CodeIgniter основано множество CMS: Fuel CMS, MaxSite CMS, Cogear, ImageCMS и другие.

## Проекты, выполненные на CodeIgniter
- tranquillpoet.com (англ.) — IDE для поэтов, исходники доступны на GitHub
- Project Bubble — система управления проектами  (англ.)